# Chemin de fer du sud de la Prusse-Orientale

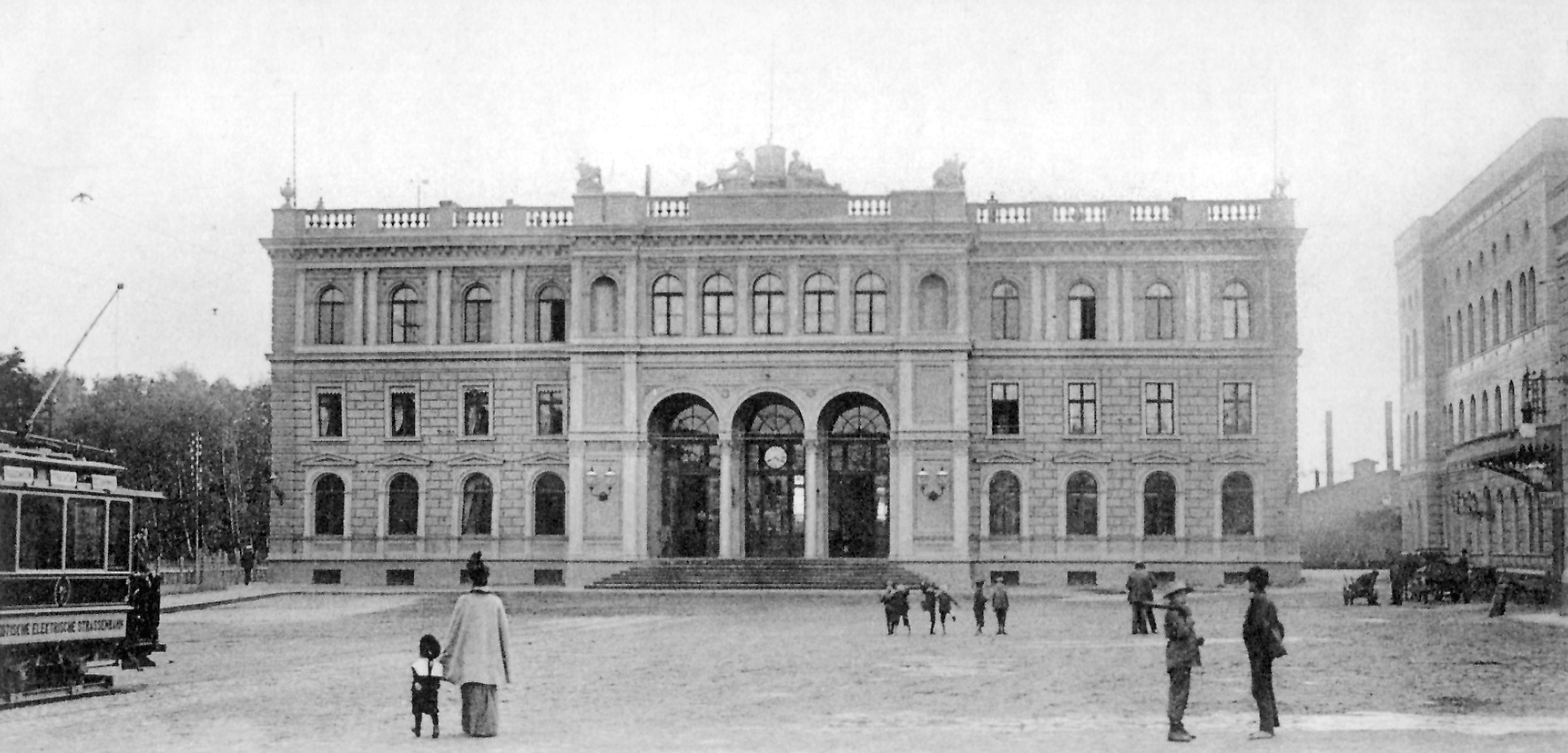
Gare de Königsberg-Sud

Le Chemin de fer du sud de la Prusse-Orientale est une compagnie ferroviaire de Prusse-Orientale.

## Histoire
La société est fondée le 10 octobre 1863 par des investisseurs pour la plupart anglais. Sa première ligne est ouverte le 11 septembre 1865 de la gare Licent de Königsberg, capitale de la province, en direction de l'ouest, vers le port maritime de Pillau, sur la presqu'île de la Vistule.
Depuis le 16 septembre 1884, une ligne secondaire de 18 km bifurque à la station intermédiaire de Fischhausen vers Palmnicken sur la côte d'Ambre de Sambie. Elle est prolongée le 4 octobre 1936 jusqu'à Groß Dirschkeim (de).
L'objectif principal de la société est d'établir une liaison de 195 km entre Königsberg et la frontière prusso-russe de l'époque près de Prostken, en passant par Lyck. Le premier tronçon est mis en service le 24 septembre 1866 de la gare sud de Königsberg jusqu'à Bartenstein. D'autres tronçons suivent le 1er novembre 1867 jusqu'à Rastenbourg et le 8 décembre 1868 jusqu'à Lyck. Enfin, le 1er novembre 1871, la station frontalière de Prostken-Saltzwedell est atteinte, où le raccordement au chemin de fer russe du sud-ouest est réalisé le 15 septembre 1873.
Entre Prostken et Grajewo, une voie à écartement normal et une voie à écartement large russe se trouvent côte à côte, de sorte que les trains peuvent toujours traverser la frontière pour se rendre dans le pays voisin. Elle rejoint ainsi "les grandes artères du trafic mondial" (von Mayer). L'ensemble du réseau ferroviaire de la ligne sud de la Prusse-Orientale s'étend sur 260 km. Sur des territoires aujourd'hui polonais, biélorusse et ukrainien, l'itinéraire se poursuit via Białystok et la gare centrale de Brest jusqu'à Odessa.
Le président du conseil d'administration est le comte Lehndorff. À partir du 1er juillet 1903, le chemin de fer du Sud est intégré au chemin de fer prussien. Après 1920, elle dépend de la direction des chemins de fer du Reich à Königsberg (de). À la suite de l'invasion de la Pologne, la ligne jusqu'à Bialystok est également rattachée à la direction des chemins de fer du Reich de Königsberg à partir de 1941. En raison de l'activité des partisans, de graves accidents s'y sont produits. À partir de juillet 1944, ce tronçon se trouve dans la principale zone de combat de l'Armée rouge.